# Дуннашед
Замок Дуннашед («Dún na Séad» на ирландском, это буквально означает «Крепость драгоценностей»), иногда известен как «Болтиморский замок», представляет собой укрепленный дом XVII-го века, расположенный в деревне Болтимор в западном Корке в Ирландии. Рыцарская башня была построена на месте более ранней постройки нормандской эпохи, которая сама заменила более раннюю постройку бронзового века, дун или круглый форт. Традиционно связанный с семьей О’Дрисколл, он был куплен и отреставрирован членами семьи Маккарти в конце 1990-х годов и частично открыт для публики с 2005 года.

## История
Нынешний замок не первый, построенный на этом месте. В 1215, англо-нормандский поселенец, ФитцСтефенс, построил там башенный дом с бауном (ирландской рыцарской башней), который заменил гораздо более старое укрепление на этом месте, вероятно, круглый форт. В 1305 году замок был атакован и сожжён одним из самых могущественных гэльских септов в этой части острова, Маккарти. Другой гэльский септ, О’Дрисколлы, гораздо меньший по размеру, но всё же могущественный в этой части страны, впоследствии завладел Дуннашедом и восстановил его.
О’Дрисколлы постоянно подвергались давлению со стороны англо-нормандских поселенцев и соперничающих гэльских кланов, претендующих на их территорию и торговые интересы, что приводило к многочисленным нападениям и разрушениям замка в последующие столетия. Одна особенно продолжительная распря разразилась между О’Дрисколлами и уотерфордскими торговцами в 1368 году после нападения О’Дрисколлов на флот Уотерфорда. Эта вражда продолжалась почти два века и закончилась разграблением Дуннашеда и Болтимора и других замков О’Дрисколлов другим флотом Уотерфорда в 1537 году.
Замок был перестроен, но после того, как О’Дрисколлы поддержали Хью О’Нила в битве при Кинсейле, замок был взят английской армиеё. Некоторые из О’Дрисколлов были помилованы, и Дуннашед был возвращён Флоренс О’Дрисколл, которая впоследствии сдала его в аренду вместе с большей частью своих земель из-за финансовых проблем. Нынешний замок, вероятно, был построен в 1620-х годах и был взят войсками Оливера Кромвеля в 1640-х годах.
Позже[когда?] замок превратился в руины, но в период с 1997 по 2005 год был отремонтирован и сейчас используется как частная резиденция.

## Архитектура

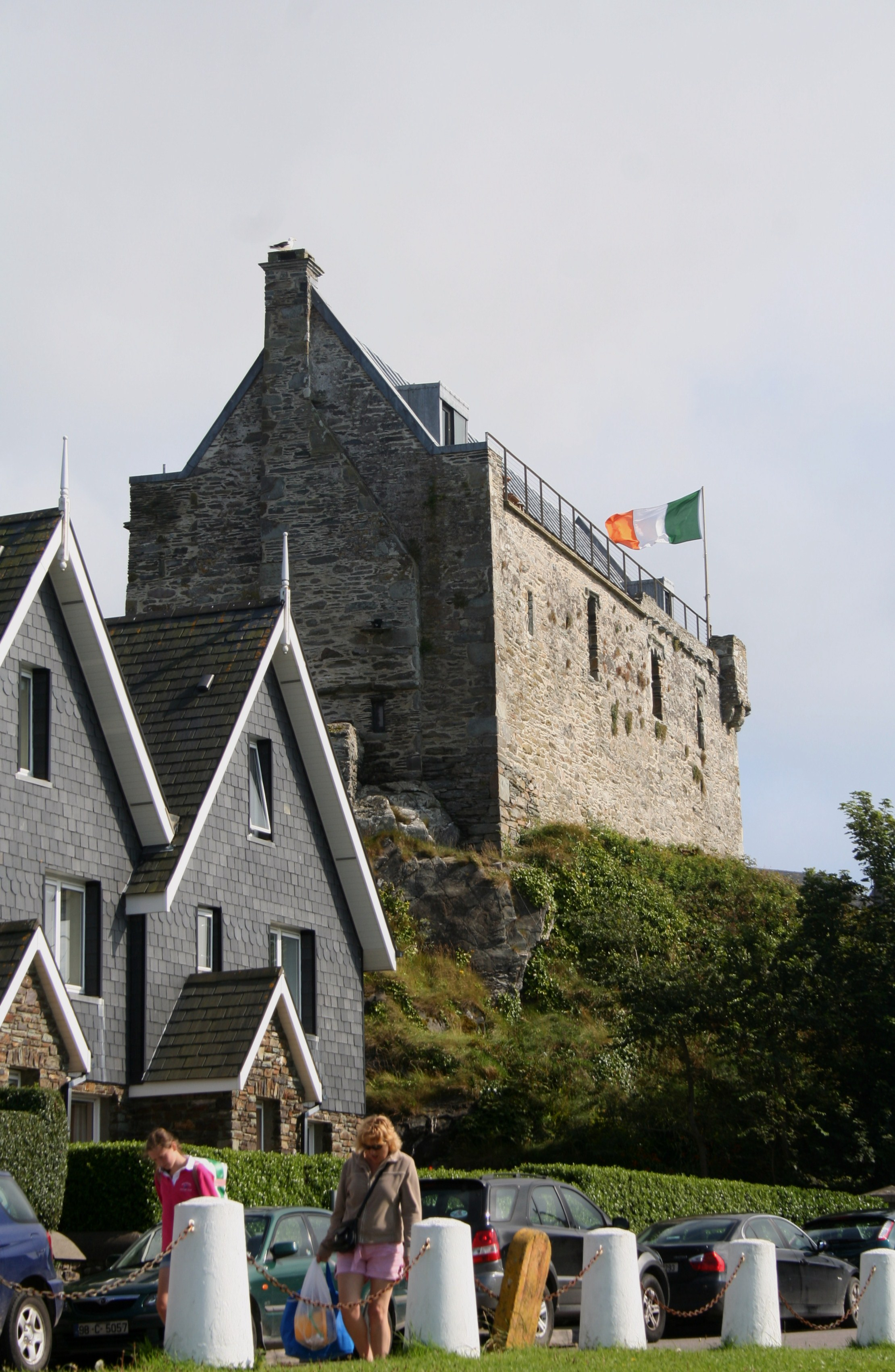
Вид на замок с улицы Болтимора

Дуннашед построен на гряде песчаника в самом центре Балтимора, с видом на гавань. Он состоит из двухэтажного прямоугольного здания (с дополнительным мансардным помещением), окруженного изгородью или навесной стеной. Главное здание установлено в юго-западную стену бауна и имеет размеры примерно 18 м. Защитные характеристики этого здания скудны по сравнению с более ранними домами-башнями в этом регионе; на первом этаже окна представляют собой узкие щели, а на втором есть бартизан в юго-западном углу.